# Francesc Cabanas i Alibau
Francesc Cabanas i Alibau (Barcelona, 12 octubre de 1909- Sant Cugat del Vallès, 1985) fou un pintor i dramaturg català.
Als tretze anys es trasllada amb la seva família a Sant Cugat del Vallès i dos anys més tard comença a treballar a la Fàbrica de la Llana. Estudia perspectiva i escenografia a l'Institut del Teatre junt amb Adrià Gual. Va aprendre l'ofici de pintor a l'Acadèmia Baixas de Barcelona.
Per la Guerra Civil, el 1937, s'incorpora a la secció de topografia pels seus coneixements de dibuix. Finalitzada la guerra es trasllada a Madrid on coneix i estudia les obres clàssiques dels museus. Per la manca de materials de qualitat es decidí a realitzar les seves pròpies teles, que a més distribuïa a altres compradors i empreses.
Als anys setanta es va poder dedicar exclusivament a la pintura, realitzant una àmplia quantitat de producció artística. L'any 1983 culmina el seu recorregut artístic amb una retrospectiva a la Galeria Febo de Sant Cugat.
Va ser un pintor amb una barreja d'estil fauvista, impressionista i expressionista, de pinzellada àmplia, que transmetia una gran vitalitat gestual. A través del color aconseguia els efectes més expressius conjuntament amb la direccionalitat del traç. Va pintar bàsicament paisatges de Catalunya, Castella i Sant Cugat.
El 1943 li fou atorgat el primer premi de Catalunya a l'Exposició Nacional de Belles Arts celebrada a Madrid. De la seva producció literària destaquen una obra teatral, La masia negra (1964), i un recull de narracions, La finestra del meu estudi (Incoherències d'un pintor) (1978).
El seu germà, Miquel Cabanas i Alibau també era pintor i escriptor. El seu nebot Frederic Cabanas i Castells també és pintor.
L'octubre de 2002 s'inaugurarà al costat del Monestir de Sant Cugat una escultura en record seu, obra de Pascal Plasència.